# Top (personaggio)
Top è un personaggio dei fumetti DC Comics, un supercriminale tra i primi a far parte della Galleria dei Nemici di Flash della Silver Age, il personaggio debuttò in The Flash n. 122 (agosto 1961).

## Biografia del personaggio
Roscoe Dillon è un teppistello da quattro soldi che trasformò la sua ossessione infantile per le trottole in una personalità criminale. Roscoe imparò da solo come girare così in fretta da evitare le pallottole e produrre altri effetti semi-utili. Presto scoprì che il girare in qualche modo incrementò anche la sua intelligenza, permettendogli di creare una varietà di trottole truccate. I suoi trucchi unici e il suo moderato successo nel crimine presto fecero di lui un membro rispettato della Galleria dei Nemici di Flash. Uscì con Golden Glider, la sorella di Capitan Cold, mentre le faceva da allenatore per il pattinaggio su ghiaccio. Infine, Top sviluppò immensi poteri psionici, in quanto anni di giri mossero cellule dormienti del cervello, nella parte esterna dell'organo, dotandolo di poteri mentali. Sfortunatamente, le nuove cellule attivate furono distrutte in prossimità delle vibrazioni super veloci di Flash. Top morì nel giro di pochi giorni a causa delle ferite sopportate dal suo cervello.
Quando i genitori di Barry Allen finirono nel mezzo di un incidente automobilistico, lo spirito di Dillon riuscì in qualche modo ad impossessarsi del corpo vacante di suo padre, Henry. Capendo chi fosse Barry Allen, Top, con Golden Glider, pianificarono di uccidere Flash e di impossessarsi del suo corpo. Il piano fallì quando tentarono di impossessarsi del suo corpo mentre era vivo, lasciando lo spirito di Henry libero di riprendersi il suo corpo.

### Lavaggio del cervello
Circa una settimana dopo, Roscoe prese possesso di un altro corpo comatoso e cominciò a devastare chiunque conoscesse Barry Allen. La goccia che fece traboccare il vaso fu quando Top disseppellì la tomba di Iris Allen (che all'epoca era morta). Dopo averlo reso incosciente, Barry lo portò sulla Torre di Guardia della League e chiese a Zatanna di alterare la sua mente così da renderlo un eroe. All'inizio sembrò funzionare, ma Dillon cominciò presto a sentirsi in colpa per le cattive azioni passate. La sua natura criminale venne presto in conflitto con l'incantesimo di Zatanna, portandolo alla pazzia. Durante quel periodo, utilizzò i suoi poteri mentali per "mettere a posto" i suoi colleghi criminali impiantandogli programmi mentali per riformarli. Alcuni di loro riuscirono a rigettare del tutto l'impianto, come Capitan Cold, il Mago del Tempo, e Capitan Boomerang, mentre altri come il Pifferaio, Heat Wave, e il primo Trickster, sembrarono rimanere sotto il programma o riformati del tutto, almeno finché Dillon non rivelò loro la sua riprogrammazione. Dillon ritornò alla sua vecchia vita dopo aver abitato il corpo del Senatore Thomas O'Neill, un candidato per la vice-presidenza. Pianificò di diventare Presidente facendo assassinare il suo avversario dal Pifferaio una volta che avesse vinto, ma fu fermato dal terzo Flash, Wally West. Dillon fu incarcerato, e ciò lo disorientò a tal punto da farlo impazzire più di prima. I suoi poteri "mente sulla materia" si evolsero fino al punto che Top poteva far soffrire di vertigini i suoi avversari.
Durante gli eventi di Crisi d'identità, Wally ricevette una nota da Barry a proposito di ciò che fece alla mente di Top e gli chiese di reimpostargliela al suo vecchio stato. Con Zatanna, trovò Top dietro una fabbrica di giocattoli dove ripararono la sua mente. Ora del tutto "sano", Top raccontò loro della sua intenzione di rimettere sulla retta via i Nemici, e giurò di togliere loro l'impianto nelle loro teste e di riportarli sulle loro vie criminali.
Mentre Capitan Cold e i suoi Nemici erano in guerra contro Trickster e i Nemici riformati, Top comparve con il suo set di nemici consistenti di Plunder, Murmur, Pozzo di Catrame, Girder, e Double Down, avendo alterato i loro cervelli. Rimosse l'impianto dai cervelli del Pifferaio e di Trickster. Dopo aver rimosso anche quello nella testa di Heat Wave, si ritrovò di fronte a Cold e si dichiarò il nuovo leader dei Nemici e volle far attaccare Flash dai suoi nuovi colleghi. Capitan Cold lo congelò immediatamente e distrusse il suo corpo come punizione per aver tentato di riprogrammare la mente dei Nemici e per averli messi uno contro l'altro.

### La notte più profonda
In La notte più profonda n. 1, la tomba di Top fu avvicinata da un anello nero del potere. Successivamente, si unì ai suoi colleghi Nemici Lanterne Nere per l'attacco al Penitenziario di Iron Heights.

### The Flash (vol. 3)
Una versione futuristica di Top, che si fece chiamare Top, comparve come membro della forza di polizia del XXV secolo noti come I Rinnegati.

## Poteri e abilità
Top è in grado di girare su se stesso ad incredibile velocità. Il girare per qualche motivo incrementò anche la sua intelligenza. Il girare su se stesso gli diede anche poteri telepatici e telecinetici a causa della stimolazione delle sue cellule cerebrali. Dato che la sua anima tornò dall'Inferno, sviluppò una nuova abilità mentale che gli permise di indurre disorientamento e vertigini nei suoi avversari. Top utilizzò anche le sue trottole truccate giranti: come trottole collose, trottole esplosive, trottole oleose e trottole a gas. Una volta costruì una "trottola granata atomica" che poteva distruggere metà del mondo.

## Altri media
- Nella serie animata Justice League Unlimited, Top comparve come membro della Società Segreta. Ebbe un cameo entrando nel bar con il Mago del Tempo prima che i nemici di Flash attaccassero il suo Museo nell'episodio "Flash, l'eroe". Si può vedere anche una statua di Top nello sfondo del Museo durante la battaglia all'interno dell'edificio.
- Top comparve nell'episodio Return of the Fearsome Fangs della serie animata Batman: The Brave and the Bold. Top fu catturato da Batman dopo una rapina in banca, ma l'eroe fu contattato subito dopo dallo spirito del suo vecchio maestro Wong Fei. Successivamente, Top ricomparve come carcerato nel Penitenziario di Blackgate nell'episodio "Night of the Huntress".
- Una versione femminile di Top, chiamata Rosalind Dillon, appare nella terza stagione della serie TV The Flash interpretata da Ashley Rickards. Nella serie TV è fidanzata con Mirror Master.